# Luke Keary

a Compétitions nationales et continentales officielles uniquement.

b Matchs officiels uniquement.
Luke Keary, né le 3 février 1992 à Ipswich (Australie), est un joueur international australien et irlandais de rugby à XIII évoluant au poste de demi d'ouverture ou de demi de mêlée dans les années 2010 et 2020.
Repéré tôt par les South Sydney Rabbitohs qui l'intègrent dans leur section junior, Luke Keary dispute ses premières saisons en National Rugby League à partir de 2013. Il connaît rapidement le succès puisqu'il remporte le titre lors de la saison 2014 avec Greg Inglis, Sam Burgess et Adam Reynolds, suivi du World Club Challenge début 2015. Courtisé par plusieurs clubs en 2016, il accepte de rejoindre les Sydney Roosters en 2017 entraînés par Trent Robinson. Il ajoute deux nouveaux titres de NRL lors des saisons 2018 et 2019 associé à Cooper Cronk en charnière et accompagnés de James Tedesco, Joseph Manu et Boyd Cordner, et reçoit la Clive Churchill Medal récompensant le meilleur joueur de la finale 2018. Il ajoute également deux titres de World Club Challenge en 2019 et 2020. Enfin, souvent évoqué, il ne connaît seulement qu'une apparition au State of Origin avec la sélection de Nouvelle-Galles du Sud lors de la saison 2020 où Cody Walker et James Maloney lui sont préférés à cette période. Il poursuit sa carrière aux Sydney Roosters jusqu'en 2024 allant jusqu'à annoncer sa retraite sportive avant d'accepter un dernier défi en Super League en signant à partir de 2025 pour le club français des Dragons Catalans.
Parallèlement, grâce à ses performances en club, il obtient deux sélections en équipe d'Australie en 2018 puis représente l'Irlande lors de la Coupe du monde en 2022.

## Biographie
Luke Keary né en 1992 dans le Queensland, à Ipswich, en Australie. D'origine irlandaise, il intègre l'école primaire Saint Mary à Ipswich, où il commence très tôt le rugby à 13, jouant notamment pour les Ipswich Brothers. À 10 ans, il déménage avec sa famille à Sydney et intègre la Junior Rugby League, à laquelle il prend part avec l'équipe des Kellyville Bushrangers puis les Hills district Bulls. Après avoir été représentant de l'équipe national des étudiants et de l'équipe des écoles indépendantes de la Nouvelles-Galles du Sud, Luke Keary retourne dans le Queensland. Son déménagement sur la Gold Coast le conduit à intégrer l'université de Griffith et l'équipe des Burleigh Bears. Au cours de cette saison, il participe au FOGS Colt (Former Origin Greats), le plus haut niveau de la Queensland Rugby League avant que les étudiants ne passent professionnels, ainsi qu'à la Queensland Cup. Il obtient cette année-là le titre de meilleur arrière.

Fan des Brisbane Broncos, et notamment d'Allan Langer et Darren Lockyer, Keary nourrit longtemps l'espoir de jouer pour cette équipe. Il signe toutefois sont premiers contrat pro avec les South Sydney Rabbitohs en 2012. Après trois saisons et avoir remporté la NRL en 2014, Luke Keary rejoint les Sydney Roosters, avec lesquels il remporte également la NRL, réalisant le doublé en 2018 et 2019.

## Palmarès
- Collectif :
  - Vainqueur du World Club Challenge : 2015 (South Sydney), 2019 et 2020 (Roosters).
  - Vainqueur de la National Rugby League : 2014 (South Sydney), 2018 et 2019 (Roosters).

- Individuel :
  - Élu meilleur joueur de la finale de la National Rugby League : 2018 (Roosters).

### Détails en sélection
|                                                                      | Date            | Adversaire       | Résultat | Compétition    | Poste            | Points | Essais | Pen. | Drops |
| -------------------------------------------------------------------- | --------------- | ---------------- | -------- | -------------- | ---------------- | ------ | ------ | ---- | ----- |
| Matchs internationaux de Luke Keary sous les couleurs de l'Australie |                 |                  |          |                |                  |        |        |      |       |
| 1.                                                                   | 13 octobre 2018 | Nouvelle-Zélande | 24-26    | Test-match     | Demi d'ouverture | -      | -      | -    | -     |
| 2.                                                                   | 20 octobre 2018 | Tonga            | 34-16    | Test-match     | Demi d'ouverture | -      | -      | -    | -     |
| Matchs internationaux de Luke Keary sous les couleurs de l'Irlande   |                 |                  |          |                |                  |        |        |      |       |
| 1.                                                                   | 16 octobre 2022 | Jamaïque         | 48-2     | Coupe du monde | Demi d'ouverture | -      | -      | -    | -     |
| 2.                                                                   | 23 octobre 2022 | Liban            | 14-32    | Coupe du monde | Demi d'ouverture | -      | -      | -    | -     |
| 3.                                                                   | 28 octobre 2022 | Nouvelle-Zélande | 10-48    | Coupe du monde | Demi d'ouverture | -      | -      | -    | -     |

### Détails au State of Origin
| sous les couleurs de la Nouvelle-Galles du Sud |                 |       |              |                  |   |   |   |   |
| 1.                                             | 4 novembre 2020 | 14-18 | Édition 2020 | Demi d'ouverture | - | - | - | - |

### Détails en club
| Saison | Saison                 | Championnat           | Championnat  | Championnat | Championnat | Championnat | Championnat | Championnat | Sélection | Sélection | Sélection | Sélection | Sélection | Sélection | Sélection |
| Saison | Saison                 | Comp.                 | Class.       | M           | Pts         | Ess.        | Buts        | Dp.         | Comp.     | M         | Pts       | Ess.      | Buts      | Dp.       |           |
| ------ | ---------------------- | --------------------- | ------------ | ----------- | ----------- | ----------- | ----------- | ----------- | --------- | --------- | --------- | --------- | --------- | --------- | --------- |
| 2013   | South Sydney Rabbitohs | National Rugby League | finale prél. | 10          | 8           | 2           | -           | -           |           |           |           |           |           |           |           |
| 2014   | South Sydney Rabbitohs | National Rugby League | Vainqueur    | 12          | 12          | 3           | -           | -           |           |           |           |           |           |           |           |
| 2015   | South Sydney Rabbitohs | National Rugby League | 1er tour     | 24          | 16          | 4           | -           | -           |           |           |           |           |           |           |           |
| 2016   | South Sydney Rabbitohs | National Rugby League | 12e          | 17          | 12          | 3           | -           | -           |           |           |           |           |           |           |           |
| 2017   | Sydney Roosters        | National Rugby League | finale prél. | 26          | 33          | 8           | -           | 1           |           |           |           |           |           |           |           |
| 2018   | Sydney Roosters        | National Rugby League | Vainqueur    | 23          | 21          | 5           | -           | 1           |           | 2         | -         | -         | -         | -         |           |
| 2019   | Sydney Roosters        | National Rugby League | Vainqueur    | 22          | 8           | 2           | -           | -           |           |           |           |           |           |           |           |
| 2020   | Sydney Roosters        | National Rugby League | 2e tour      | 20          | 42          | 10          | -           | 2           |           |           |           |           |           |           |           |
| 2021   | Sydney Roosters        | National Rugby League | 2e tour      | 3           | -           | -           | -           | -           |           |           |           |           |           |           |           |
| 2022   | Sydney Roosters        | National Rugby League | 1er tour     | 22          | 8           | 2           | -           | -           | CM        | 3         | -         | -         | -         | -         |           |
| 2023   | Sydney Roosters        | National Rugby League | 2e tour      | 26          | 28          | 5           | 3           | 2           |           |           |           |           |           |           |           |
| 2024   | Sydney Roosters        | National Rugby League | finale prél. | 26          | 22          | 4           | 3           | -           |           |           |           |           |           |           |           |
| 2025   | Dragons Catalans       | Super League          |              | 0           | -           | -           | -           | -           |           |           |           |           |           |           |           |